# Travelin' Band
Travelin' Band är en låt av Creedence Clearwater Revival skriven av John Fogerty. 
Låten släpptes på singel i januari 1970 med "Who'll Stop the Rain" och på albumet Cosmo's Factory som släpptes den 25 juli 1970. Det var det första singelsläppet från albumet. Singeln nådde andraplatsen på amerikanska listan och i Storbritannien nådde den plats nummer 8 på UK Singles Chart. Den blev även en framgång i många andra europeiska länder.
Låten går i samma stil som 1950-talets rocklåtar, i synnerhet de av Little Richard. Texten handlar om en musikgrupp på resande fot.
Jerry Lee Lewis spelade tillsammans med John Fogerty in låten på sitt album Last Man Standing 2006.

## Listplaceringar
| Lista (1970)   | Topplacering          |
| -------------- | --------------------- |
| Australien     | 3 (Go Set)            |
| Danmark        | 4 (DR "Top Ti")       |
| Finland        | 8                     |
| Flandern       | 1                     |
| Frankrike      | 6                     |
| Irland         | 8                     |
| Kanada         | 4 (RPM)               |
| Norge          | 4 (VG-lista)          |
| Nya Zeeland    | 4                     |
| Schweiz        | 4                     |
| Storbritannien | 8                     |
| Sverige        | 4 (Kvällstoppen)      |
| Sverige        | 2 (Tio i topp)        |
| USA            | 2 (Billboard Hot 100) |
| Vallonien      | 3                     |
| Västtyskland   | 4                     |
| Österrike      | 8                     |